# Lege agere
La locuzione latina lege agere indica il complesso sistema processuale in uso presso l'antica Roma fino alle Leges Iuliae iudiciariae con cui venne formalmente abolito (tranne in due casi) e sostituito dall'agere per formulas.

## L'etimologia del sintagmalege agere
L'etimologia dell'espressione lege agere  era poco nota già ai giuristi romani del periodo classico. Gaio, giurista del II secolo, dà la seguente spiegazione del termine: 
(Gaio 4.11)
Dunque Gaio ricollega l'espressione lege agere alla Lex intesa come lex publica populi Romani, ma la romanistica moderna contesta tale spiegazione, giacché le prime legis actiones (come la legis actio sacramento e la legis actio per manus iniectionem) vennero introdotte dal mos maiorum ben prima che nascessero le leges, e si riconnettono al primigenio ius Quiritium. Maggiore credito in dottrina ha riscosso dunque l'opinione che ricollega il significato dell'ablativo lege al significato del termine lex come pronuncia orale e solenne, intendendo come lex la pronuncia dei certa verba che non potevano mancare in nessuna delle legis actiones. Lege agere vorrebbe dire, secondo questa opinione, agere certis verbis, ossia agire con la pronuncia di parole determinate. 

Il termine actio è da intendersi come "procedimento", "comportamento processuale", ma conserva ancora il significato primigenio di "spingere", nel senso che il soggetto attivo ha la "possibilità, riconosciuta dall'ordinamento, di forzare (e costringere) un soggetto passivo all'osservanza o al rispetto della propria situazione giuridica attiva", il che significa che il processo per legis actiones sarebbe la forma evoluta della ritualizzazione delle forme originarie di autotutela dei propri diritti da parte del privato.

Di recente si è anche osservato che in origine il verbo ago e il verbo aio avevano in comune la forma dell'infinito agere, sicché, se si tiene presente questo antico valore dell'infinito agere, il sintagma legis actio avrebbe indicato la pronuncia di una formula orale.

## Tipologie dilegis actiones
Le legis actiones, a differenza del processo formulare, non costituivano una forma di processo unitario, ma si articolavano in cinque riti processuali che, pur presentando qualche carattere in comune, erano fra loro diversi per origine, per funzione e per struttura. Gaio stesso li descrive nelle sue Istituzioni:
(Gaio 4.12)
Gli schemi delle cinque legis actiones erano dunque:
- Legis actio sacramento (o per sacramentum)
- Legis actio per manus iniectionem
- Legis actio per iudicis arbitrive postulationem
- Legis actio per condictionem
- Legis actio per pignoris capionem

Di questi cinque tipi, tre sono "dichiarativi", cioè accertano quale delle due parti in causa debba prevalere; due (manus iniectio e pignoris capio) sono "esecutivi", cioè dirimono una situazione nella quale la parte in causa già soccombente non ha ottemperato al dispositivo del giudice.

## Caratteristiche generali
Le diverse legis actiones, pur differenti, avevano alcune caratteristiche in comune:
- Esperibilità concessa ai soli cives romani: solo i cittadini romani potevano agire con legis actiones.
- Formalismo esasperato (orale e gestuale): la validità delle azioni era subordinata alla rigida osservanza delle formule verbali e gestuali prescritte dal rituale. Il rispetto della forma, oltre che necessario, era anche sufficiente, non essendo rilevante ai fini della sentenza la reale volontà delle parti.
- Tipicità: le legis actiones erano modi di agire aventi ciascuno una data struttura formale, che corrispondeva a un dato tipo. Atti che non rientravano in alcun tipo non erano ammissibili e non potevano avere alcuna efficacia. Ciascuna legis actio di solito serviva a tutelare più di una situazione soggettiva.

## Il processo per legis actiones
L'iniziativa di ciascuna legis actio era assunta di regola da chi si affermava titolare della situazione giuridica fatta valere (attore), nei confronti di chi egli affermava titolare della situazione soggettiva contrapposta (convenuto). Entrambi dovevano essere liberi, cittadini romani e sui iuris.
Necessaria era la presenza delle parti e di un magistrato che avesse giurisdizione, ovvero la "iuris dictio".
Il magistrato che aveva giurisdizione, dal 367 a.C., grazie alla Leges Liciniae Sextiae, fu il pretore, il quale poteva assegnare il possesso provvisorio, nominare il giudice e svolgere altre importanti funzioni (soltanto dopo lo sviluppo del processo formulare nell’età repubblicana: esempio ne è la bonorum possessio di diritto onorario, non civile).
Gli incapaci erano sostituiti dal loro tutor o curator. Nei processi di libertà la persona il cui status era controverso veniva necessariamente sostituita dall'adsertor in libertatem.
Il contumace era automaticamente condannato.

### Fase in iure
Il processo per legis actiones iniziava con l'in ius vocatio, l'intimazione a recarsi davanti a un magistrato munito di iurisdictio fatta dall'attore al convenuto. Le XII tavole obbligavano il convenuto (vocatus) a obbedire alla chiamata, e consentivano all'attore l'utilizzo della forza, propriamente l'imposizione della mano (manus iniectio), per trascinarlo dinnanzi al magistrato.
Davanti al pretore si svolgeva la fase in iure, un dibattimento formale, dove si stabilivano i termini giuridici della lite, seguito poi da una seconda fase dinnanzi all'organo giudicante, nominata dal pretore.

#### Litis contestatio
La litis contestatio è una fase interna alla fase in iure nel processo per legis actiones nel periodo romano arcaico.
La litis contestatio consisteva nello scambio tra le parti di dichiarazioni solenni, incompatibili tra loro, in quanto l'attore avanzava una pretesa e il convenuto la negava. 
La funzione della litis contestatio, che avveniva alla presenza di testimoni, era duplice: determinava l'oggetto del processo, in maniera tale che si formasse la preclusione di ripetere la lite sullo stesso rapporto; impegnava le parti alla soluzione della lite mediante sentenza.
La litis contestatio avveniva a conclusione della fase in iure davanti al magistrato e precedeva la seconda fase del processo per legis actiones, ovvero la fase apud iudicem. Con essa le parti esponevano sinteticamente le loro ragioni da far valere davanti al giudice privato (iudex) che le valutava e decideva la sua sentenza, alla quale non era opponibile nessun'altra legis actio.

### Faseapud iudicem
La fase apud iudicem si teneva di fronte al giudice che il pretore aveva nominato, il quale di norma era un cittadino privato che avrebbe fatto da giudice o da arbitro, con la differenza che il secondo trattava controversie dove bisognava avere conoscenze specifiche tecniche o capacità di valutazione economica.
Nelle liti di libertà, causae liberales e in quelle ereditarie, invece, venivano chiamati a decidere dei collegi pubblici: nel primo caso i decemviri stlitibus iudicandis, mentre, in quelle ereditarie di maggior valore i centumviri.
Il giudice, singolo o collegiale, aveva il compito di raccogliere le prove ed emanare la sentenza.
In questa fase il formalismo che contraddistingueva questa tipologia del processo scompariva e non era necessaria nemmeno la presenza di tutte le parti, seppur, per effetto di un precetto delle XII Tavole, in assenza di una delle due parti, trascorso mezzogiorno il giudice avrebbe dovuto dar ragione alla parte presente.

## Difetti
Il difetto principale delle legis actiones consisteva nel rigoroso ed eccessivo formalismo, che comportava pronuncia di determinate parole e compimento di determinati gesti, con cui le stesse dovevano essere esperite, pena la perdita della lite.
Attesta Gaio (G. 4.30):
(Gaio 4.30)
(Gaio 4.11)